# 雲之彼端，約定的地方
《雲之彼端，約定的地方》是一部於2004年發表的日本動畫電影，由新海誠擔任導演與編劇，田澤潮負責人物設計並兼任總作畫監督。本片是新海誠繼《星之聲》之後的第二部商業動畫，也是他製作的第一部長片。本片的劇情講述兩名少年浩紀與拓也為了前往國界彼端的「巨塔」而建造飛行器，並與憧憬的少女佐由理約定好會帶她同行，然而佐由理卻因為不明原因而陷入沉睡。
本片的概念原型出自新海誠在2002年9月發表的短篇漫畫《塔之彼端》。確定要製作後，新海誠找了田澤潮組成搭擋，但作業速度遠遠不夠。來自製作公司CoMix Wave的執行製作人伊藤耕一郎協助新海誠募集人手，並考量到作品性質，鎖定不屬於動畫界的藝術專業人士。本片採數位製作，至2004年夏秋大致完成，從籌備階段算起共花了2年。本片的配樂由天門負責。
《雲之彼端，約定的地方》於2004年11月20日在日本澀谷的Cinema Rise劇院上映，其他劇院之後也陸續上檔。本片獲得影評人的讚賞，影評人眼中的優點包含本片充滿情感的故事、精美的美術背景和優美的配樂，但普遍也有批評劇情設定存在缺陷的看法。本片第59屆每日電影獎頒獎典禮上擊敗宮崎駿的《霍爾的移動城堡》，榮獲最佳動畫電影獎。目前本片已有改編小說、漫畫和舞台劇問世。

## 劇情

### 設定
本片的故事設定在一個架空世界。日本在津轻海峡另一側的北海道遭到「聯盟」佔領，改名「蝦夷」，日本南北兩側形成對立且分裂的局勢。聯盟在蝦夷建造了高度直達雲端、叫做「巨塔」的神秘建築物，該神秘巨塔如今是日美聯軍與聯盟的軍事衝突點。

### 故事內容
在青森縣，中學三年級生浩紀與拓也夢想前往巨塔所在的海峽對岸，為此兩人在大草原上的車輛工廠「蝦夷製作所」裡秘密製造名為「維希拉」（Velaciela，音近維拉切拉，意為白色之翼）的飛機，計畫在暑假搭乘維希拉到巨塔。這件事只有工廠社長岡部知情，但拓也卻不小心對心儀的同班女生佐由理說溜嘴。佐由理對此很感興趣，並與兩人約好要一起搭乘維希拉到海峽對岸去。然而，佐由理在做了一個有關塔的夢後突然轉學並下落不明，浩紀與拓也受到打擊而停止了維希拉的計畫。為了忘記曾經存在的夢想，浩紀進入東京的高中就讀，而拓也則是就讀青森當地的高中。
三年後的1999年秋，日美聯軍和聯盟之間關係緊張，日本國內的激進反聯盟組織「維魯達解放戰線」也蠢蠢欲動。進入研究所的拓也師從富澤常夫教授研究巨塔的秘密。富澤認為，巨塔是用來連結平行世界——亦即宇宙的夢境——的裝置，可以窺視分歧出來的平行世界。但巨塔的存在導致周圍區域被平行世界給「置換」，或稱之為「吞噬」，因此也可以視為兵器。而擴散之所以能停在2公里處，可能是因為有外在因素壓制了巨塔的活動。富澤發現巨塔的研發者有個孫女，也就是佐由理，因為怪病而持續三年沒有醒來，懷疑她就是那個外在因素。
與此同時，浩紀不斷夢見中學時的教室，佐由理在夢中也是身處教室，但外頭是荒涼怪異的世界，讓她感到無盡孤獨。1999年冬，想要和巨塔做個了斷的拓也加入摧毀巨塔的計畫。屬於維魯達解放戰線的岡部稱高層執意開戰，所以他將在衝突開始時趁著混亂開飛機炸毀巨塔。與此同時，浩紀收到佐由理三年前寫下的信，終於得知佐由理昏迷的消息，卻發現她已被移至別處。在佐由理曾存在的病房當中，浩紀和佐由理在夢中短暫相遇，下定決心要履行約定、帶著佐由理前往巨塔，相信如此一來就能拯救她。
原來在浩紀趕到之前，富澤就已將佐由理轉移至青森縣的研究所並加以監控。就在浩紀在東京的病房中與夢境連結時，佐由理的清醒程度突然上升，巨塔周圍的侵蝕規模也巨幅增加。因為塔捕捉到的平行世界流入了佐由理的夢中，所以整個世界沒有被平行世界吞噬，但只要佐由理醒來世界就會面臨毀滅。幾天後富澤讓拓也來找佐由理，表示要將她移送到美國本土，以免受到戰火波及。
浩紀回到青森後與拓也重逢，浩紀表示要將佐由理帶到巨塔那邊讓她醒來，但拓也知道佐由理醒來會導致世界毀滅而拒絕協助。在經過一番衝突後，拓也終究是決定協助浩紀。拓也將佐由理從研究所中帶出來，並和浩紀再度攜手將維希拉趕工完成。岡部將炸毀巨塔的任務交給兩人，如此一來他們就可以帶著佐由理飛往巨塔，讓她醒來，再用炸彈將巨塔摧毀，阻止世界毀滅。不久後，維魯達點燃戰火，戰事在津輕海峽開打。浩紀將佐由理搬上維希拉的後座，載著她往巨塔飛去。
維希拉穿越戰火逐漸靠近塔，佐由理在夢境中察覺自己即將醒來，但也發現自己一旦醒來，就會忘記在夢中察覺到的對浩紀抱持的感情。浩紀也有失去某種東西的預感，但為了履行約定，他還是繼續往塔飛去。佐由理努力祈禱著寧願醒不來也要將感情傳達出去，而浩紀則祈禱著佐由理趕快醒來。最後佐由理終究醒來，並悵然若失地落淚。浩紀安慰她一切都可以重新開始。如同富澤的預料，佐由理醒來後巨塔開始吞噬周遭的一切，浩紀投下炸彈成功摧毀巨塔，使吞噬停止。雖然成功拯救了世界，但三人「約定的地方」也不復存在。劇情接到電影的最一開始，成人後的浩紀獨自到了三人一起度過那年夏天的草原，現在的他了解了當時所不了解的，佐由理所說的那會失去某物的預感。

## 登場人物
- 香港版動畫配音有兩種不同的版本，分別是亞洲影帶／得利影視版本。
- 台灣版動畫配音有兩種不同的版本，分別是衛視電影台／緯來電影台版本。

藤澤浩紀
聲：吉岡秀隆（日本）；羅偉傑〈亞洲影帶〉／張振熙〈得利影視〉（香港）；魏伯勤〈衛視電影台〉／賈文安〈緯來電影台〉（台灣）
本作男主角。中學生，同時也是弓道社的社員，偷偷暗恋着佐由理。是南北分裂後出生的世代，夢想前往巨塔，中學二年級的暑假與死黨拓也秘密建造飛行器維希拉，並與佐由理約定要載著她一起去。然而佐由理不告而別讓他受到打擊，為了不要再見到那曾與佐由理約定的巨塔，浩紀搬到東京讀書。上了高中後个性也开始变地内向封闭，在遥远的东京感到无比的寂寞。受到佐由理當時的影響，浩紀也開始學起演奏小提琴，並有不錯的成績。高中三年里经常莫名地进入佐由里的梦境，但見不到佐由里。最终辗转得到了佐由里住院后所写的信才得知她的消息。浩紀相信履行約定、帶她去巨塔可以讓她甦醒，於是趕工完成維希拉，带着佐由里穿越边界飞向约定的地方，最终使佐由理苏醒，並投下炸彈摧毀巨塔，但佐由理也失去了沉睡三年來在夢中的記憶。
在小說版的補充結局中，浩紀與佐由理同居三年，努力彌補她這三年來的空白和寂寞，但21歲時佐由理為了能獨立而離開他。整理房間時，浩紀看到當年與拓也和佐由理一起拍的照片，卻怎樣也回想不起來。接續到小說和動畫的開頭，31歲的浩紀隻身一人回到秘密基地，為佐由理離開和回不去的那年夏天而感慨。
白川拓也
聲：萩原聖人（日本）；何偉誠〈亞洲影帶〉／張添勝〈得利影視〉（香港）；吳文民〈衛視電影台〉／傅品晟〈緯來電影台〉（台灣）
浩紀的中學同學兼好友，滑冰社社員。與浩紀相比較為成熟理性，有物理學方面的才能，高中時代受到岡部的推薦而進入富澤研究室擔任研究聯盟巨塔的要員之一，使用巨塔設計者艾克森·滋諾克艾的理論在相關研究上有所進展。與研究室的前輩真希常待在一起，互有好感。心裡也沒有放下巨塔的事，想盡快做個了斷，於是跟隨岡部和富澤執行摧毀巨塔的計畫。佐由理的昏睡是控制巨塔免於毀滅世界的關鍵，拓也認為世界比較重要，所以試圖阻止浩紀喚醒佐由理。然而最後拓也還是幫助浩紀完成維希拉，並把佐由理從研究室帶出來。拓也為了將佐由理帶出來而搶了真希的識別證，離去前表示希望事情之後還能和她重逢。最後拓也看著塔崩毀，露出微笑。
在小說版的補充結局中，巨塔被摧毀後拓也跟著失蹤，在幾年之後寄了自己曾經的日記給浩紀，但依然沒有向浩紀透露自己的所在之地或聯絡方式，寄件地點是戰後的聯盟。
澤渡佐由理
聲：南里侑香（日本）；莎拉〈亞洲影帶〉／楊婉潼〈得利影視〉（香港）；林美秀〈衛視電影台〉／林沛笭〈緯來電影台〉（台灣）
本作女主角，其祖父為聯盟學家兼巨塔設計者艾克森·滋諾克艾。浩紀和拓也寄予思念的中學同學。長相可愛個性開朗，會演奏小提琴。是抑制巨塔將周遭地區置換成平行世界的關鍵，巨塔接收到的平行世界會流入她的夢中，也因此她可以透過夢窺視到部分的未來。中學三年級的夏天開始時常陷入沈睡，轉往東京的醫院後便一直持續睡眠，富澤推測她如果醒來，巨塔就會導致整個世界被吞噬。在夢中孤單一人時，她心裡想到的人是浩紀。最终浩纪为了履行与她的约定，在拓也的帮助下，載著沈睡的佐由理乘坐維希拉飞往巨塔。最终佐由理从睡眠中醒了过来，巨塔也被摧毀，不过她却忘记了在夢中察覺的對浩紀的心意。
在小說版的補充結局中，佐由理完全不記得沈睡三年來的任何一場夢，亦即失去了三年的人生。她和浩紀同居三年，期間鮮少與外界接觸，並受到他的百般照顧，因而覺得自己必須獨立，不能再依賴浩紀。21歲那年，她主動搬出了兩人的房子，離去前將緣由告訴浩紀，表示自己真的愛他，但沉睡的三年和同居的三年對她來說都是空白的，接下來她想要去彌補這些失去的時光。她也不把新家地址告訴浩紀，以免決心崩潰。
岡部
聲：石塚運昇（日本）；李家傑〈得利影視〉（香港）；張騰〈緯來電影台〉（台灣）
為了賺取飛機的零件費用而打工的浩紀和拓也所屬之工廠「蝦夷製作所」的社長，和妻子因南北分裂的局勢而離婚。製作所其真實身分是美軍軍武的轉包工廠，而他本人則是反聯盟的激進組織維魯達解放戰線的成員。與富澤是舊識，從一張舊相片和回憶片段可知，他年輕時曾和富澤還有一名女孩一起製造飛機，和浩紀等人的經歷相似。
在小說補充結局中，成功與長期失聯的妻子再次見面，並與妻子開始周遊世界各國，不時會寄明信片給浩紀。
在工廠時養了一隻貓「巧比」（和《她與她的貓》當中的貓同名）。
富澤常夫
聲：井上和彦（日本）；陳旭恒〈得利影視〉（香港）；李世揚〈緯來電影台〉（台灣）
屬於青森軍事學院的戰爭時期特殊情報處理研究室的室長，做著巨塔的相關研究，與岡部是舊識。
笠原真希
聲：水野理紗（日本）；劉惠雲〈亞洲影帶〉／顧詠雪〈得利影視〉（香港）
富澤研究室研究腦科學的研究員，研究主題是平行世界對人腦和夢境的影響。年齡不明，是拓也的前輩，對拓也有好感。
水野理佳
聲：中川里江（日本）；石梓晴〈得利影視〉（香港）
浩紀在東京的學校認識的女孩。在動畫中戲份較少，小說版有較多她對浩紀的感情描寫。
其他角色
- 有坂：木内秀信（香港配音：袁德基〈得利影視〉）
- 蝦夷製作所工員：岩崎征實、竹本英史、平野貴裕（日语：平野貴裕）
- 大學生：前田剛、平野貴裕
- 女學生 ：中尾友紀（日语：中尾友紀）、齊藤真紀
- 男學生：鯨井康介（日语：鯨井康介）
- 無線電聲音：前田剛
- 電視新聞：竹本英史
- 車站廣播：岩崎征實
- 女護士：中川里江、齊藤真紀
- 醫院院長：岩崎征實
- 美國軍人：Bretto Coleman
- NSA：Ian O'Neal
- 巡視船警告：上世博及

## 製作團隊
取自片尾製作人員名單：
| 主要 |
| --- |
| - 原作、劇本、分鏡、演出、導演：新海誠 - 人物設計、總作畫監督：田澤潮 - 作畫監督助理：西村貴世、 - 美術：丹治匠、新海誠 - 音樂：天門 |

| 作畫 |
| --- |
| - 第一班： - 作畫監督：田澤潮 - 原畫：畑智司、鈴木大司、細田直人、清水勝祐、牛來隆行、西村貴世、牧原亮太郎、植田和幸、岩崎大介 - 第二班： - 作畫監督：梶浦紳一郎 - 演出助理：鈴木吉男 - 原畫：岩崎光洋、豬瀬富士夫、野道佳代、内野明雄、立田真一、岡田萬衣子、、浦野達也、青柳重美、飯塚葉子 - 第三班： - 作畫監督：田澤潮 - 原畫：、清水博明、山崎健志、立石聖、青木美穗、、佐藤清光、杉山了藏、中西寛、 |

| 美術、加工 |
| --- |
| - 美術背景：丹治匠、新海誠、廣澤晃、馬島亮子、海老原靖、落合清、當真新、渡邊丞、Hon Ji Heun - 攝影、CG Work、剪輯、色彩設計：新海誠 - 攝影助理：西村陽子、牟田昌功 - 美術質感處理：丹治匠、馬島亮子、廣澤晃 - 維希拉設定、建模：aflo_module、新海誠 - 動畫檢查：清水晴光、上野美穂、諏訪真弘 - 色指定/檢查：一瀨美代子 - 動畫、數位上色製作協力：Asread - 後期製作、膠片沖洗：IMAGICA |

| 錄音、配樂 |
| --- |
| - 音響監督：新海誠 - 配音演出：三矢雄二 - 錄音室：神南錄音室 - 音響效果：加藤昭二（Anime Sound Production） - MA錄音室：東京電視中心 - 錄音室：Sound Inn Studio |

| 出品 |
| --- |
| - 制作：新海誠、CoMix Wave - 製作統籌：伊藤耕一郎 - 宣傳製作人：遠田尚美 - 企劃管理人：川口典孝 - 特別銘謝：竹内宏彰 - 發行：CoMix Wave - 發行協力：Phantom Film - 製作・著作：新海創意、CoMix Wave |

## 開端與構思

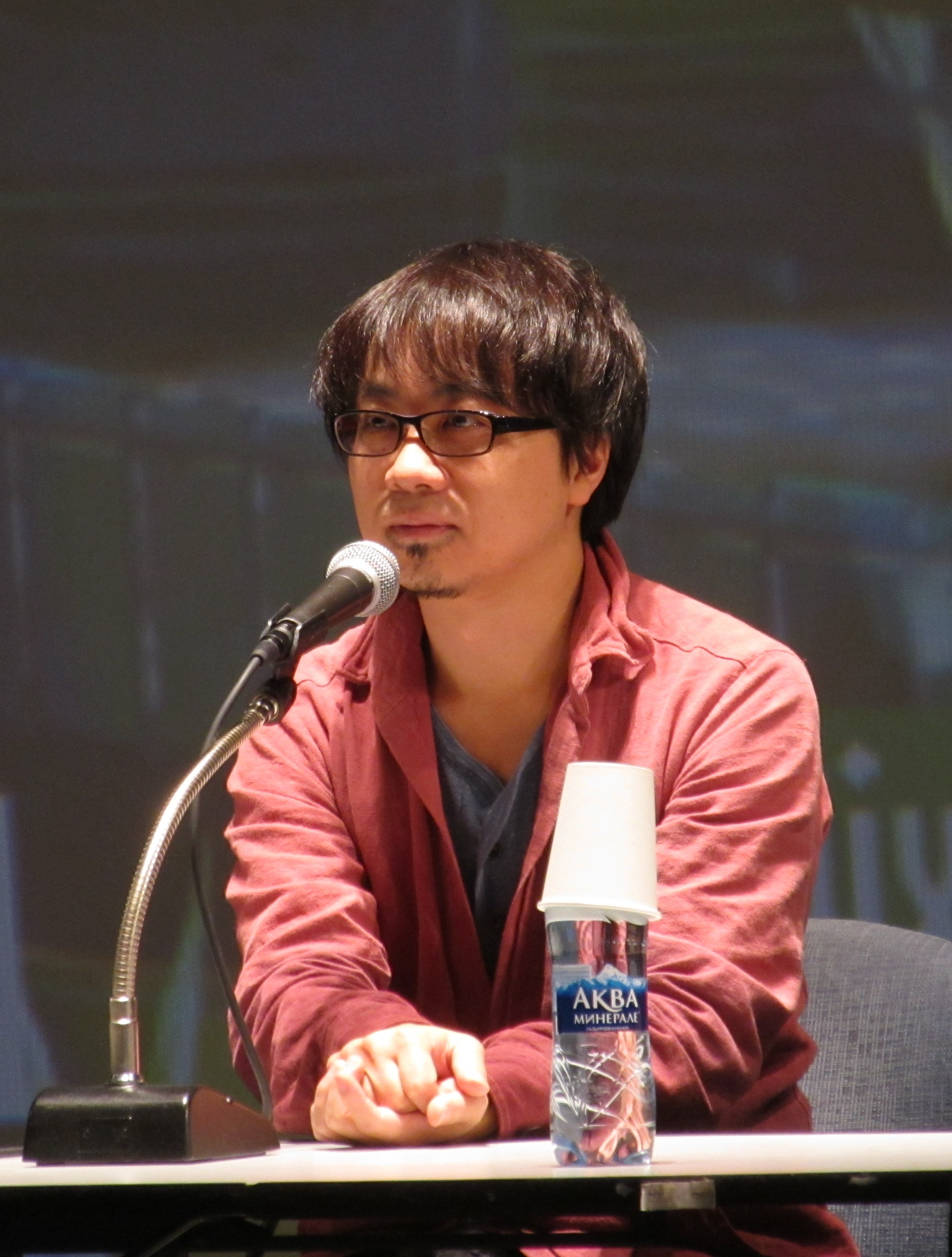
本片的導演新海誠，照片攝於2013年

前作《星之聲》的相關工作告一段落後，新海誠升級了他的作畫設備，並在2002年7月5日完成了一份要發表在次文化雜誌《新現實》的原稿。該原稿是一篇短篇漫畫《塔之彼端》，當中描述一名高中三年級的女孩在夏天時，因為不想過著平凡的日常生活，所以選擇逃學，隻身往遙不可及的巨塔前進。然而在路途上，女孩開始感到寂寞和失落。為了創作這篇短篇漫畫，新海誠在初夏時沿著埼京線沿線步行。漫畫於2002年9月刊登在《新現實》的創刊號，作品中「塔」和「目的地」兩樣要素讓新海誠有了新作的構想。2002年秋天，《星之聲》的相關活動和採訪全部結束，新海誠開始投入下一部作品。2002年12月26日，新海誠趕在2002年結束前湊合著宣布了新作的消息，片名《雲之彼端，約定的地方》是他慎重考量接下來的方向後所訂定的。新作新增一名主要班底田澤潮，天門繼續操刀配樂，CoMix Wave負責製作事宜。
新海誠將本片的舞台設定在北海道地區，一來是因為電視劇《來自北國》中當地的形象很強烈，二來是他母親的娘家就在北海道，所以他從小就很熟悉。新海誠也表示：「我對北國懷有憧憬，這份憧憬的來源就是《來自北國》。」在本片的設定當中，北海道和日本本州形成政治分裂，不過新海誠稱他心中所想的日本是像村上龍小說《五分後的世界》中那樣；在該小說的虛構設定中，日本各地被其他國家瓜分。新海誠表示，自己對「為什麼會分開」很有興趣，因此覺得這個設定可以使用，並稱當時他沒有認真思考日本未來會是什麼樣，只是用自己想要的要素來製作而已。
本片的故事舞台以主人公的故鄉青森縣為主，新海誠表示，他曾在沒有決定目的地的情況下偶然造訪青森，結果留下很深刻的印象，再加上青森的景觀和他的家鄉長野縣很像，於是此次就以青森作為故事發生地。片中佐由理在課堂上朗誦宮澤賢治的詩集《春天與修羅》之篇章〈永別的早晨〉，新海誠表示，該首詩是他求學時課本的選文，選上這首放在故事開頭的原因在於其語句優美，且可以讓人聯想到電影中的許多畫面。
本片的設定走未來路線，但卻出現了柴油機車。新海誠表示，電車是他的作品中常見的元素，而讓柴油機車出現是因為他高中時就是坐柴油機車上放學，而坐車的人有誰基本上不會變：「『我喜歡的女孩總是坐在那個座位上』之類的感覺，讓車上成為了教室以外的另一個課後空間。」新海誠那時很喜歡這種氛圍，現在電車已經是回憶起學生時代時無法分離的部分。對於男主角建造的飛機的獨特設計，新海誠說明道：「打從很一開始，我就想要描繪一架飛機在雷霆般的噴氣發動機轟鳴聲中起飛，然後在使用超導馬達期間寂靜無聲的場景。為了實現此飛行橋段，我設計了一個機械裝置，讓超導馬達可以在飛行過程中變形成螺旋槳。」

## 動畫製作
前作的成功給CoMix Wave很大信心，令新海誠有更大的資源可以著手創作。《星之聲》完成之後，新海誠發覺自己的弱點，像是作畫不專業等，所以希望下一部作品能由兩個人以上一起製作，互相取長補短。CoMix Wave的伊藤耕一郎負責擔任本片的執行製作人，並協助新海誠籌組團隊。本片原定是要製作成長60分鐘的原創動畫錄影帶（OVA），但伊藤讀過劇本後覺得這應該是長90分鐘左右的內容，新海誠因此改成田澤畫人物、他畫背景的模式。田澤在本片的職務是人物設計兼總作畫監督，這次也是他第一次參與這種規模的作品。
到了2003年春天，全部1000個鏡頭當中新海誠和田澤只完成了81個。新海誠希望能在2004年完成，所以伊藤在估算情形之後決定再請更多人手。新海誠不願委託伊藤認識的美術背景公司，因為他沒有製作商業動畫的經驗，作法比較不同於業界，且所有的美術圖都得要用電腦繪圖（CG）完成。他們最後決定找尋業界以外的人士。伊藤和從事電影相關工作的朋友商量，對方介紹了東京藝術大學（以下簡稱藝大）畢業生丹治匠給他。與沒有數位作畫經驗的丹治互動過後，伊藤覺得就算沒有動畫經驗、只要是認真畫畫的人亦可以勝任。伊藤至藝大等非專業圈找尋對背景美術有興趣的人，好處在於可以不受傳統作業方式束縛，且這些人也具備良好的美術底子。
丹治原本的職業是負責真人電影的美術和繪畫，剛加入時的做法是手繪再掃描進電腦裡，後來才追加了要用數位繪圖的規定，於是向新海誠學Photoshop。丹治加入之後有另一位藝大出身的人員廣澤晃加入。廣澤嘗試後發現做不下去，所以推薦了同校生馬島亮子加入。馬島加入時新海誠和丹治已經建立起背景的畫法，而原本不會用Photoshop的她逐漸融入後，也促使廣澤再次加入。就讀東京造形大學的渡邊承在講師建議下加入團隊，主要負責所需時間長且畫面密度高的背景，例如片頭文字出現的新宿站和鄉下的車站，前者單獨一張就花了他一個星期。伊藤也詢問曾合作過的專業動畫師西村貴世是否願意加入，西村看過本片的試播版後相當欣賞，於是答應擔任原畫。西村原本負責的只有片尾最高潮的戰鬥橋段，後來因為作畫監督田澤沒辦法把逐漸增加的作業量全部看過，所以西村也兼任作畫監督助手。
本片的製作共耗時兩年，2004年夏秋時大致完成，並陸續公布預告和上映相關資訊。因為是首次進行集體創作，新海誠花了不少時間和心神來適應，並稱：「《雲之彼端，約定的地方》真的令我得到很多的嘗試，（……）從中學到怎樣與人合作。」、「製作過程遠比我想像中困難，每天我老是為自己能力不足而嘆息，不過也經常體會到多人合力和單打獨鬥不同的有趣之處及醍醐味。」新海誠在劇本和分鏡階段多次遇到挫折。在想不出點子時，他每天會在附近走個好幾英里。他也稱，因為田澤是第一次做這種大企劃，所以遇到的挑戰也很多。雖然有組成製作團隊，新海誠還是自己包辦了原作、腳本、導演、攝影、美術等主要工作。在製作過程中，電影的片長大幅超出原定計畫，製作團隊的人數最後也追加到20人，已經發展成一部完整的動畫長片的規模。也因為有工作人員加入，新海誠想畫得比《星之聲》還要細一點。製作後期的時間相當緊迫，許多工作人員直接在新海誠家裡過夜，馬島形容當時的情況「雖然也不到劍拔弩張，但大家都顯得很焦急。」本片完成後，伊藤仍努力和眾人保持聯絡，不希望這個小團隊分散，最後許多成員繼續參與了新海誠的下一部作品《秒速5公分》。
對於製作設備，新海誠在創作短篇漫畫《塔之彼端》前就添購了23吋的Apple Cinema HD Display和17吋的Apple Studio Display，並在原稿上色時將使用已久的Adobe Photoshop5.0更新成7.0。新海誠在本作製作期間把原本的Power Mac G4個人電腦換成Power Mac G5，並添購記憶體來使儲存空間達到最大上限8GB。在製作200秒試作版時，新海誠為了大量掃描動畫而買了EPSON的掃描機，不過製作本片時相關工作大多都外包給專門公司。本片的分鏡稿是先數位繪製，再用印表機列印。

### 場景作畫
新海誠在少年時期的經驗影響了片中主角三人的中學生活。這段劇情雖然設定在青森縣津輕一帶，校園風景卻隱約有著新海誠故鄉長野縣的景色，且三人就讀的中學正是取景自長野縣上田市的舊西鹽田小學。新海誠在中學時期就讀的學校和作品中一樣是採用木造校舍，他在當時就覺得那樣的建築十分美麗。離學校最近的虛構車站南蓬田車站以青森縣的JR蟹田車站為藍本，並在片中多次出現，每次都是不同季節和時間的樣貌。製作此站時，團隊將要加入多重效果的部分事先畫在其他圖層上。佐由理下車的那一站中小國車站是真有其站，但樣貌是以今別車站為原型。
浩紀和拓也秘密製造飛機「維希拉」的那片草原不存在於現實中的任何地點，但從地理位置來看應該是在津輕半島最北端的龍飛崎一帶。因為是虛構場景，團隊直接使用3DCG作為底稿，視需求調整角度後再交給負責動畫和美術的人員。浩紀和拓也用來製造維希拉的工廠也是背景的一部分，為了讓遠景的雲可以移動，所以畫在不同的圖層上。團隊製作了一幅大版面的風景圖，可以配合鏡頭左右移動，大面積的雲分成好幾個圖層繪製。工廠內部的動畫中，除了建築本體以外其他都是與背景合成的動畫素材。片中被浩紀兩人找到的海上自衛隊無人高速靶機「CHUKAR Ⅳ」是以Chukar Ⅲ為原型。
失去佐由理後，場景隨著浩紀來到東京。相比青森縣的雲景，東京的天空較為陰暗沉重，雲的對比色也比較低。浩紀住的公寓一帶取景自西新宿附近，公寓本身以實際位於該地的公寓為原型。公寓附近的小巷取材自工作室附近的道路。這段當中有一個從池袋站往新宿區看的鏡頭，在現實裡應該是看不到位在北海道的「塔」，但為了演出效果還是畫了進去。片中出現的國立大學以东京大学為外觀藍本。校園內的日本軍事研究報告會會場以安田講堂為原型，法文2號館和當時還未建成的工學部2號館也有入鏡。
岡部和富澤密會的新宿餐飲街以當地的居酒屋街「回憶橫丁」為原型，兩人進入的居酒屋也是參照自實際存在的店家。新宿東口的圓環在電影中出鏡。佐由理被移送至的實驗室位在青森軍校的富澤研究設施，具有科幻色彩的實驗室畫面大多採用簡單的美術圖來呈現，佐由理、病床、儀器等也只是單純的賽璐璐畫。佐由理夢中的世界使用較低的彩度搭配黑白色調來呈現，並將現實世界中的景象調整成末日後的樣子，場景轉變後，可以看到遍地崩壞的塔內外都有類似石窟畫的圖案設計。在岡部等人坐船潛入聯盟領海的橋段中，海浪是以動畫方式呈現。至於船遭到槍擊的場景中，團隊將船的圖和中彈的賽璐珞動畫重疊。炮擊的效果透過將一格一格的圖片交錯重現來達成。
維希拉起飛後的片段中，團隊畫了一張左右幅度大的美術圖來呈現初期不穩定的飛行畫面。維希拉最後飛抵平流層，高到接近宇宙，所以看見的藍天使用了全片中最高彩度的藍。對於這段的背景，團隊為了表現出空間效果，而將天空和塔畫在不同圖層，再將3DCG製作的維希拉合成進其中。維希拉展開的迴旋翼以3DCG製作，機身的光暈則以筆刷添加。維希拉發射炸彈炸毀塔的橋段中，膨脹的爆炸光和塔崩毀的動畫都是用CG製成。
- 青森縣蟹田車站，主角等人中學時上車的車站原型（攝於2010年8月）
- 青森縣今別車站，佐由理中學時下車的車站原型（攝於2020年8月）
- Chukar Ⅲ（英语：Northrop BQM-74 Chukar），主角找到的海上自衛隊無人高速靶機「CHUKAR Ⅳ」的原型
- 東大內的安田講堂，日本軍事研究報告會會場的原型（攝於2016年）
- 回憶橫丁（日语：新宿西口商店街），岡部和富澤密會的新宿餐飲街原型（攝於2019年）

### 配音
主角之一藤澤浩紀的聲優由吉岡秀隆擔任。新海誠表示，製作《雲之彼端，約定的地方》時他一邊聽著電視劇《來自北國》的原聲帶，如果再加上吉岡的聲音，感覺就像是在拍《來自北國》一樣。新海誠因為沒有配音的經驗，所以請來資深聲優三矢雄二來指導本片的聲優。新海誠表示，當時他沒有什麼時間，所以配音對他而言是必須克服的難關，沒有樂在其中的空間，三矢工作起來敏銳且迅速，得很努力才跟得上步調。他也自覺給吉岡添了很多麻煩。角色形象方面，新海誠稱那個基本上在選聲優的時候就確定了。

### 音樂
- 主題曲你的聲音
  - 作曲、編曲：天門
  - 作詞：新海誠
  - 歌：（川嶋愛）
  - 補編曲：岡澤敏夫

本片的音樂由新海誠自短片《被包圍的世界》以來一直合作的友人天門操刀。本片的主題曲你的聲音由女歌手川嶋愛演唱，她表示，雖然自己沒有參與詞曲創作，但仍然有種「動畫原來是這樣子的啊」的驚訝感。
本片的原聲帶（編號CWCD-0002）於2005年2月3日由CoMix Wave在日本販售，台灣地區由普威爾國際代理，於2005年8月8日上市。
| 「雲之彼端，約定的地方」Original Soundtrack | 「雲之彼端，約定的地方」Original Soundtrack | 「雲之彼端，約定的地方」Original Soundtrack |
| 曲序                                        | 曲目                                        | 时长                                        |
| ------------------------------------------- | ------------------------------------------- | ------------------------------------------- |
| 1.                                          | 主旋律（）                                  | 1:30                                        |
| 2.                                          | 日常（）                                    | 2:26                                        |
| 3.                                          | 車站（）                                    | 1:35                                        |
| 4.                                          | 佐由理（）                                  | 0:48                                        |
| 5.                                          | 兩人的計畫（）                              | 1:46                                        |
| 6.                                          | 另一個夢（）                                | 1:09                                        |
| 7.                                          | 希望與憧憬（）                              | 2:02                                        |
| 8.                                          | 久遠的約定（）                              | 1:31                                        |
| 9.                                          | 佐由理的旋律（）                            | 1:57                                        |
| 10.                                         | 前兆（）                                    | 1:24                                        |
| 11.                                         | 純真（）                                    | 1:09                                        |
| 12.                                         | 夏日的終了（）                              | 1:09                                        |
| 13.                                         | 探求（）                                    | 1:50                                        |
| 14.                                         | 關於世界的夢（）                            | 0:35                                        |
| 15.                                         | 空無一人的地方（）                          | 0:57                                        |
| 16.                                         | 孤獨（）                                    | 3:57                                        |
| 17.                                         | 襲撃～睡美人（）                            | 1:52                                        |
| 18.                                         | 短暫的重逢（）                              | 5:06                                        |
| 19.                                         | 永遠的夏天（）                              | 1:45                                        |
| 20.                                         | 兩人的衝突（）                              | 1:48                                        |
| 21.                                         | 佐由理的世界（）                            | 1:00                                        |
| 22.                                         | 拓也的決心（）                              | 2:19                                        |
| 23.                                         | 浩紀的旋律（）                              | 1:13                                        |
| 24.                                         | 開戰～維希拉（）                            | 1:36                                        |
| 25.                                         | 雲之彼端，約定的地方（）                    | 3:59                                        |
| 26.                                         | 你的聲音（）（川嶋愛）                      | 5:39                                        |
| 27.                                         | 試作版「雲之彼端，約定的地方」（）          | 2:47                                        |
| 总时长：                                    | 总时长：                                    | 54:49                                       |

## 發行
2002年12月26日，新海誠公開本片的片名和主要班底，並在官網上釋出本片的200秒試作版。2003年12月24日，《雲之彼端，約定的地方》確定於2004年秋天上映。2004年7月31日開放官方網站，8月6日更新作品資訊並發布劇場版預告（90秒）和導演版預告（120秒）。本片在映前獲得雜誌《Invitation》、《Animage》和《Newtype》的報導，其中《Invitation》以本片做為封面，《Animage》則將本片的120秒預告納入附錄DVD。2004年10月21日，宣布上映日為同年11月20日星期六，較原定時間晚。
2004年11月20日星期六，本片於澀谷區的Cinema Rise劇院（共有303個座位）公開首映，其他的戲院也在數日後開始放映。首映前一天的11月19日晚上率先舉行晚場放映，新海誠與南里侑香出席現場與觀眾見面。11月25日，本片在札幌舉辦當地的首場放映，門票很快就售罄，新海誠、天門和伊藤耕一郎出席現場。隨著日本各地的劇院陸續上檔，新海誠也四處奔走與觀眾見面。12月3日本片於Cinema Rise劇院下檔，由Rise X（共有40個座位）接力上映。Rise X原定於2004年12月20日下檔本片，因人氣旺盛而最終延期至2月25日。2005年1月8日，本片在新海誠出道作《星之聲》當初上映的小型劇院下北澤Tollywood上檔，4月21日下檔。至2005年1月18日，本片已在12家劇院上映。2005年4月，新海誠的現場見面會行程告一段落。

### 家用媒體
本片的家用媒體由CoMix Wave發行。DVD（編號MZDV-0005）於2005年2月17日發售，包含長45分鐘的特別收錄和全彩手冊。2005年4月28日發售租用版DVD。盒裝雙碟珍藏版（編號MZDV-0008）於2005年11月24日推出，第一碟DVD包含本片和特別收錄，第二碟CD-ROM也收錄有特別收錄。盒裝版另外附有360頁的完整分鏡冊。2008年4月18日，CoMix Wave Films發行了本片的限定版HD DVD（編號CWF-0401）和藍光光碟（編號CWF-0501），皆附有8頁手冊，2009年6月18日又發行了SP版DVD（編號CWF-0301）

### 海外發行
在北美，本片的製片方於2004年就已和《星之聲》的美國代理商D. Vision（以下簡稱ADV）接洽，希望能在2005年在美國上映本片。2005年4月底舉辦的Sakura-Con上，據稱ADV已取得本片在美國的放映版權，同月稍晚ADV旗下的ADV Films也宣布他們已買下DVD的代理權，於2005年7月12日發售。本片也曾在北美有限上映。2005年5月10日，New York-Tokyo在美國舉行了本片的小規模公開首映會。之後美國西雅圖、紐約市、加拿大滑鐵盧等城市也陸續有個別劇院和影展放映本片。在英國，ADV Films UK將本片和《星之聲》的DVD集結成新海誠套裝，於2007年9月3日發售。版權之後易主給Anime Limited，2013年宣布將發行《星之聲》和《雲之彼端，約定的地方》的DVD和藍光光碟的組合套裝，於2018年7月30日上市。在澳大拉西亞，Madman Entertainment於2019年9月10日發行了本片的藍光光碟。
在台灣，本片由普威爾國際代理家用媒體，於2005年1月21日發行普通版DVD和雙碟限定版DVD，一直到2020年8月5日才首次在電影院上映，由中藝國際影視代理，為威秀影城獨家「新海誠影展」的一部分。香港，本片由亞洲影帶發行家用媒體，首先於2006年10月13日發行3區DVD和VCD，2007年8月於夏日國際電影節放映，後於2016年由得利影視推出高清版DVD和藍光光碟。在其他地區，本片在法國由Fox Pathé Europa代理，在義大利由Dynit代理，在德國由Rapid Eye Movies代理，在俄羅斯由XL Media代理。2010年3月5日，為慶祝「全球新海日」，美國串流平台Crunchyroll開放《雲之彼端，約定的地方》等新海誠作品限時免費觀看，為期48小時。

## 評價

### 影評
《西雅圖時報》的傑夫·香農給予本片3顆星（滿分4星）的好評，他總評道：「無論以任何標準來看，本片都是一部令人印象深刻的日本動畫；作為導演的首部長片更顯這是一項了不起的成就。」香農在影評中提出幾點批評：「新海誠的形上學沉思充其量是模糊的，而他使用恐怖攻擊和戰爭爆發的情節來讓甜美純真的故事變得複雜，致使浩紀的回憶不必要地充滿太多變故。科幻相關的東西也是差不多的粗略，但願只是因為新海誠始終專注於角色們的心路歷程。」不過除此之外，他稱本片的重點內容做得很優秀，是一部很好看的電影：「散發出田園詩般的氛圍、柔和的天空和對揭發角色細節的謹慎細心。感性的配樂承載著柔和的鋼琴聲和淒美的小提琴聲，和（這部片）講述的故事很搭。」
動畫新聞網的塞隆·馬汀給予本片整體「A-」的好評，指出本片的核心主題和新海誠前作《星之聲》相同，可以視為《星之聲》的完整版。馬汀認為新海誠在描寫人物互動和內心聲音方面做得最好，但劇情設定方面存在漏洞，許多推進劇情的東西仔細想想根本沒道理，像是聯盟建造巨塔的用意到底是什麼。馬汀強烈稱讚了本片以CG製成的美術背景和光影，幾乎是前所未見的精美，而成功渲染情感的優美配樂和音效也獲得他的讚賞。
同樣來自動畫新聞網的班勃·東在本片的評論中說道：「（新海誠）真的很有天賦，能使用愛情、約定等常見題材，交織出一則前所未見的夢幻故事。」東稱讚本片從頭到尾都很感人，雖然步調比《星之聲》慢、部分劇情存在邏輯漏洞，但仍是不容錯過的電影。THEM Anime Review的康納·麥卡蒂分析道：「透過三名年輕的主角，新海誠探討了實現、約定、承諾、童年夢想、變化、懷念過往、戰爭與信任，而比這些都重要的是忘不了的愛與友情。」他給予本片5星的滿分評價，對本片的劇情、視覺呈現和音樂都大加讚賞。
《西雅图邮讯报》的比爾·懷特給予本片「B+」的評價，並在影評中寫道：「新海誠使用多樣的色彩風格，從明亮輕盈的水彩畫風到色彩單一的陰沉畫風，描繪出一則結合了睡美人和量子物理學的轉大人童話故事。由天門譜寫的配樂使用了零落的小提琴聲和鋼琴聲，增強了本片的主題——純真不再。」懷特表示，本片在他心目中沒有經典的《天空之城》和《螢火蟲之墓》那麼出色，但也比近期的《霍爾的移動城堡》和《蒸氣男孩》優秀。《陌生人週刊》的安德魯·萊特給予本片較為嚴厲的評價：「對於醉心技術的人來說，本片可能是一部強力的作品，但因為冗長的乏味內心獨白和充滿即視感的對話，敘事上的疲乏很快地顯現出來。」
2022年4月，《Paste》評選前100名不限年份的最佳日本動畫電影，《雲之彼端，約定的地方》排名第41名。2023年3月，本片在爛蕃茄發表「根據爛番茄評論家評比，100部不限時間的最佳日本動畫電影」排行榜名列第96名。

### 獲獎紀錄
2005年2月9日，本片在每日新聞社和體育日本舉辦的第59屆每日電影獎頒獎典禮上，擊敗宮崎駿的《霍爾的移動城堡》和大友克洋的《蒸氣男孩》，榮獲最佳動畫電影獎。
| 日期                                           | 國別   | 獎項/活動/頒獎單位                  | 類別               | 獲獎或入圍者                   | 結果     | 来源                            |
| ---------------------------------------------- | ------ | ----------------------------------- | ------------------ | ------------------------------ | -------- | ------------------------------- |
| 2003年3月19日至22日                            | 日本   | 第2屆東京國際動畫博覽會             | 表現技術獎         | 《雲之彼端，約定的地方》試作版 | 獲獎     | [ 120 ] [ 121 ] [ 122 ] [ 123 ] |
| 2005年1月（得獎名單） 2005年2月9日（頒獎典禮） | 日本   | 第59屆每日電影獎                    | 最佳動畫電影       | 《雲之彼端，約定的地方》       | 獲獎     | [ 119 ]                         |
| 2005年6月11日至19日                            | 中國   | 第8屆上海国际电影节                 | 亞洲新人獎         | 《雲之彼端，約定的地方》       | 提名     | [ 125 ] [ 126 ]                 |
| 2005年7月（得獎名單）                          | 加拿大 | 加拿大奇幻影展                      | 觀眾獎最佳動畫電影 | 《雲之彼端，約定的地方》       | 銀獎     | [ 127 ] [ 128 ] [ 129 ] [ 130 ] |
| 2005年7月16日至17日                            | 日本   | 第36屆星雲賞 （第44屆日本科幻大會） | 傳播媒體部門       | 《雲之彼端，約定的地方》       | 提名     | [ 132 ]                         |
| 2005年7月16日至17日                            | 日本   | 第36屆星雲賞 （第44屆日本科幻大會） | 藝術部門           | 《雲之彼端，約定的地方》       | 獲獎     | [ 132 ]                         |
| 2005年8月11日至16日                            | 韓國   | 2005年首爾國際卡通動畫節            | 最佳動畫長片       | 《雲之彼端，約定的地方》       | 優選     | [ 134 ] [ 135 ]                 |
| 2005年12月（得獎名單）                         | 日本   | 第9屆日本新媒體動漫藝術節           | 最佳長篇動畫       | 《雲之彼端，約定的地方》       | 評審推薦 | [ 137 ]                         |

## 相關媒體

### 小說
小說版由加納新太執筆，內容包含許多動畫未提及的情節和設定，並有描繪動畫結尾的後續。摧毀巨塔後，拓也失蹤，浩紀和佐由理同居了三年，直到21歲時佐由理為了靠自己站起來而主動搬出去為止。和動畫相同，小說的序章即是結尾的接續，長大後的浩紀回到那年的秘密基地，思及離開他的佐由理，並透過回想倒敘整個故事。
- enterbrain版

| 卷數 | enterbrain     | enterbrain         | 尖端出版      | 尖端出版           | 北京联合出版公司 | 北京联合出版公司   |
| 卷數 | 發售日期       | ISBN               | 發售日期      | ISBN               | 發售日期         | ISBN               |
| ---- | -------------- | ------------------ | ------------- | ------------------ | ---------------- | ------------------ |
| 全   | 2005年12月26日 | ISBN 9784047359017 | 2006年12月7日 | ISBN 9789571034409 | 2016年3月1日     | ISBN 9787550259492 |

- 角川文庫版

| 卷數 | 角川文庫（KADOKAWA） | 角川文庫（KADOKAWA） |
| 卷數 | 發售日期             | ISBN                 |
| ---- | -------------------- | -------------------- |
| 全   | 2018年6月15日        | ISBN 9784041026366   |

### 漫畫
2005年11月26日，新海誠的官網上貼出漫畫版的連載消息。漫畫版由佐原瑞作畫，也是他繼《星之聲》之後第二次和新海誠合作。漫畫刊登於講談社出版的漫畫雜誌《月刊Afternoon》，於2005年12月25日發售的2006年2月號開始連載。2006年4月號休刊一回，2006年10月號刊載完第8話後進入休刊，11月號和12月號皆有休刊聲明，之後就再也沒有下文，也未發行單行本。
話數列表
- 「第1幕 浩紀」（2006年2月號）
- 「第2幕 拓也」（2006年3月号）
- 「第3幕 岡部」（2006年5月号）
- 「第4幕 佐由理」（2006年6月号）
- 「第5幕 一個人」（2006年7月号）
- 「第6幕 被託付的思念」（2006年8月号）
- 「第7幕 浩紀―東京―」（2006年9月号）
- 「第8幕 重逢」（2006年10月号）

### 書籍
《雲之彼端，約定的地方 Complete book》
收錄電影內容回顧、角色和世界觀解說、訪談和圖集等內容，且包含電影的前身短篇漫畫《塔之彼端》。
| 卷數 | 角川書店      | 角川書店           |
| 卷數 | 發售日期      | ISBN               |
| ---- | ------------- | ------------------ |
| 全   | 2005年2月24日 | ISBN 9784048538367 |

《雲之彼端，約定的地方 新海誠2002-2004》
收錄2002年至2004年間對新海誠的相關紀錄和相關訪談。
| 卷數 | PIA          | PIA                 |
| 卷數 | 發售日期     | ISBN                |
| ---- | ------------ | ------------------- |
| 全   | 2005年3月8日 | ISBN 978-4835615363 |

《新海誠劇場動畫腳本資料畫集 3：雲之彼端，約定的地方》
| 冊數 | KADOKAWA       | KADOKAWA           | 四川文藝出版社 | 四川文藝出版社     |
| 冊數 | 發售日期       | ISBN               | 發售日期       | ISBN               |
| ---- | -------------- | ------------------ | -------------- | ------------------ |
| 全   | 2017年12月20日 | ISBN 9784041058817 | 2023年10月1日  | ISBN 9787541167393 |

### 舞台劇
2018年2月26日，據報導，《雲之彼端，約定的地方》的改編舞台劇即將問世。舞台劇的腳本由執筆，演出部分由來自劇團演劇集團・円的内藤裕子負責。舞台劇於2018年4月20日至4月24日在東京的東京國際論壇公演，後於5月2日在大阪市的NHK大阪音樂廳也舉行了公演。
演員
- 藤澤浩紀：辰巳雄大（日语：辰巳雄大）（4U）
- 白川拓也：高田翔（小傑尼斯）
- 澤渡佐由理：伊藤萌萌香（Fairies）
- 岡部智之：松澤一之（日语：松澤一之）
- 富澤常子：湖月和多留
- 岡部芳江：淺野溫子

製作團隊
- 原作：新海誠《雲之彼端，約定的地方》
- 脚本：
- 演出：内藤裕子（日语：内藤裕子）（演劇集團・円（日语：演劇集団 円））
- 音樂：鎌田雅人（日语：鎌田雅人）
- 主辦・企画・製作： 舞台「雲之彼端，約定的地方」製作實行委員会（愛貝克思娛樂、Produce NOTE、Sunrise Tokyo）
- 協力：CoMix Wave Films
- 制作協力：OREGA（日语：オレガ）

## 備註
1. ↑  在小說版的設定中，1945年苏联撕毁日蘇中立條約，苏日战争爆发；同年10月，日本在津轻海峡另一側的領土北海道被苏联占领。1950年日本恢复主权后，北海道并入苏联，并改名「蝦夷」，津轻海峡两岸形成對立局勢。1956年，赫鲁晓夫在第二十届共产党大会上，宣布统合苏联、东欧、西亚所有共产主义国家的统一政体「联邦国」诞生。20世纪60年代后期，蝦夷内部民族主义运动高涨，导致联邦国于1973年中断与日本的外交关系，并于次年正式断交；自此蝦夷與日本本土完全分裂，并令大量家庭离散在津轻海峡两岸。
[2]
2. ↑  從電影海報看版的內容可以推測出勘景的時間點。隱約看得出有好萊塢電影《天降奇兵》（2003年10月11日在日本上映[46]）、《哈姆太郎劇場版》（較難辨識出是哪一部）和《戰火情人（英语：Beyond Borders (film)）》（2003年12月20日上映[47]）。
3. ↑  譯者為陳顥
4. ↑  另譯：「雲之彼端，約定的地方——完全資料集」[147]

### 引用作品
書籍
- 加納新太 小說; 新海誠 原作. . 由陳顥翻译. 台北市: 尖端出版. 2006-12-07 [2005]. ISBN 9789571034409 （中文（臺灣））.
- ; .  . KADOKAWA. 2016-08-26. ISBN 978-4-04-895696-3 （日语）.
- 新海誠; CoMix Wave Films. . 由冯锦源翻译. 百花洲文艺出版社. 2018-01 [2016]. ISBN 978-7-5500-2491-5 （中文（简体））.
- 新海誠; CoMix Wave Films. . 由SCALY翻译. 台北市: 尖端出版. 2018-08-16 [2008]. ISBN 9789571079714 （中文（臺灣））.

## 外部連結
- 官方网站[]（日語）
- 新海誠官方網站（页面存档备份，存于）（日語）
  - 舊官方網站（页面存档备份，存于）（日語）
- 中文官方網站（页面存档备份，存于）（日語）（繁體中文）
- 舞台劇官方網站（页面存档备份，存于）（日語）
- 互联网电影数据库（IMDb）上《雲之彼端，約定的地方》的资料（英文）
- 豆瓣电影上《雲之彼端，約定的地方》的資料 （简体中文）
- 雲之彼端，約定的地方（動畫）在動畫新聞網百科全書中的資料（英文）
- 雲之彼端，約定的地方（漫畫）在動畫新聞網百科全書中的資料（英文）
- 爛番茄上《雲之彼端，約定的地方》的資料（英文）